# Водневка
Водневка — деревня в Рославльском районе Смоленской области России. Входит в состав Екимовичского сельского поселения. Население — 5 жителей (2007 год). 
Расположена в южной части области в 25 км к северо-востоку от Рославля, в 2 км севернее автодороги А101 Москва — Варшава («Старая Польская» или «Варшавка»), на берегу реки Хомутовка. В 18 км южнее деревни расположена железнодорожная станция Аселье на линии Рославль — Фаянсовая. 

## История
В годы Великой Отечественной войны деревня была оккупирована гитлеровскими войсками в августе 1941 года, освобождена в сентябре 1943 года.